# Poienarii de Muscel
Poienarii de Muscel is een Roemeense gemeente in het district Argeș.
Poienarii de Muscel telt 3574 inwoners.